# Бреннан Джонсон
Бреннан Джонсон (англ. Brennan Johnson, нар. 23 травня 2001, Ноттінгем) — валлійський футболіст, півзахисник англійського клубу «Тоттенгем Готспур».
Виступав, зокрема, за клуби «Ноттінгем Форест» та «Лінкольн Сіті», а також національну збірну Уельсу.

## Клубна кар'єра
Народився 23 травня 2001 року в місті Ноттінгем. Вихованець футбольної школи клубу «Ноттінгем Форест». Дорослу футбольну кар'єру розпочав 2019 року в основній команді того ж клубу, в якій провів один сезон, взявши участь у 4 матчах чемпіонату. 
Своєю грою за цю команду привернув увагу представників тренерського штабу клубу «Лінкольн Сіті», до складу якого приєднався 2020 року. Відіграв за команду з Лінкольна наступний сезон своєї ігрової кар'єри. Більшість часу, проведеного у складі «Лінкольн Сіті», був основним гравцем команди.
До складу клубу «Ноттінгем Форест» приєднався 2021 року. Станом на 29 травня 2022 року відіграв за команду з Ноттінгема 49 матчів в національному чемпіонаті.

## Виступи за збірні
У 2018 році дебютував у складі юнацької збірної Уельсу (U-19), загалом на юнацькому рівні взяв участь у 6 іграх.
У 2019 році залучався до складу молодіжної збірної Уельсу. На молодіжному рівні зіграв у 4 офіційних матчах, забив 1 гол.
У 2020 році дебютував в офіційних матчах у складі національної збірної Уельсу.
| Дата       | Місто     | Господарі  | Результат | Гості          | Турнір                               | Голи | Примітки |
| ---------- | --------- | ---------- | --------- | -------------- | ------------------------------------ | ---- | -------- |
| 12-11-2020 | Кардіфф   | Уельс      | 0 – 0     | США            | товариський матч                     | -    | 62'      |
| 27-3-2021  | Кардіфф   | Уельс      | 1 – 0     | Мексика        | товариський матч                     | -    | 65'      |
| 1-9-2021   | Гельсінкі | Фінляндія  | 0 – 0     | Уельс          | товариський матч                     | -    | 63'      |
| 5-9-2021   | Казань    | Білорусь   | 2 – 3     | Уельс          | Відбір до ЧС 2022                    | -    | 63'      |
| 11-10-2021 | Таллінн   | Естонія    | 0 – 1     | Уельс          | Відбір до ЧС 2022                    | -    | 83'      |
| 13-11-2021 | Кардіфф   | Уельс      | 5 – 1     | Білорусь       | Відбір до ЧС 2022                    | -    | 46'      |
| 16-11-2021 | Кардіфф   | Уельс      | 1 – 1     | Бельгія        | Відбір до ЧС 2022                    | -    | 90+2'    |
| 24-3-2022  | Кардіфф   | Уельс      | 2 – 1     | Австрія        | Відбір до ЧС 2022                    | -    | 88'      |
| 29-3-2022  | Кардіфф   | Уельс      | 1 – 1     | Чехія          | товариський матч                     | -    | 81'      |
| 5-6-2022   | Кардіфф   | Уельс      | 1 – 0     | Україна        | Відбір до ЧС 2022                    | -    | 71'      |
| 8-6-2022   | Кардіфф   | Уельс      | 1 – 2     | Нідерланди     | Ліга націй УЄФА 2022-2023 - 1-й етап | -    | 77'      |
| 11-6-2022  | Кардіфф   | Уельс      | 1 – 1     | Бельгія        | Ліга націй УЄФА 2022-2023 - 1-й етап | 1    | 73'      |
| 14-6-2022  | Роттердам | Нідерланди | 3 – 2     | Уельс          | Ліга націй УЄФА 2022-2023 - 1-й етап | 1    |          |
| 22-9-2022  | Брюссель  | Бельгія    | 2 – 1     | Уельс          | Ліга націй УЄФА 2022-2023 - 1-й етап | -    |          |
| 25-9-2022  | Кардіфф   | Уельс      | 0 – 1     | Польща         | Ліга націй УЄФА 2022-2023 - 1-й етап | -    | 90+2'    |
| 21-11-2022 | Ер-Раян   | США        | 1 – 1     | Уельс          | ЧС 2022 - груповий етап              | -    | 79'      |
| 25-11-2022 | Ер-Раян   | Уельс      | 0 – 2     | Іран           | ЧС 2022 - груповий етап              | -    | 57'      |
| 29-11-2022 | Ер-Раян   | Уельс      | 0 – 3     | Англія         | ЧС 2022 - груповий етап              | -    | 46'      |
| 16-6-2023  | Кардіфф   | Уельс      | 2 – 4     | Вірменія       | Відбір до ЧЄ 2024                    | -    | 71'      |
| 19-6-2023  | Самсун    | Туреччина  | 2 – 0     | Уельс          | Відбір до ЧЄ 2024                    | -    | 46'      |
| 7-9-2023   | Кардіфф   | Уельс      | 0 – 0     | Південна Корея | товариський матч                     | -    | 46'      |
| 11-9-2023  | Рига      | Латвія     | 0 – 2     | Уельс          | Відбір до ЧЄ 2024                    | -    | 87'      |
| 18-11-2023 | Єреван    | Вірменія   | 1 – 1     | Уельс          | Відбір до ЧЄ 2024                    | -    | 50'      |
| 21-11-2023 | Кардіфф   | Уельс      | 1 – 1     | Туреччина      | Відбір до ЧЄ 2024                    | -    | 22'      |
| Усього     |           | Матчів     | 24        |                | Голів                                | 2    |          |

## Досягнення
Тоттенгем Готспур
- Переможець Ліги Європи УЄФА: 2025